# Mannerbach
Der Mannerbach ist ein 10,3 km langer, linker Nebenfluss des Irsen in rheinland-pfälzischen Eifelkreis Bitburg-Prüm.

## Geographie

### Verlauf
Der Mannerbach entspringt am südlichen Ortsrand von Oberüttfeld auf einer Höhe von 509 m ü. NHN. Die Quelle liegt am Südosthang des Kemper Steimerich (560,1 m ü. NHN).
Vorwiegend nach Südwesten abfließend mündet der Mannerbach in Irrhausen auf 359 m ü. NHN in den Irsen.

### Einzugsgebiet
Der Mannerbach entwässert ein 26,5 km² großes Einzugsgebiet über Irsen, Our, Sauer, Mosel und Rhein zur Nordsee.

### Zuflüsse
| Name               | Lage   | Länge in km | EZG in km² | Mündungshöhe in m ü. NHN | Mündung Koordinaten            | GKZ       |
| ------------------ | ------ | ----------- | ---------- | ------------------------ | ------------------------------ | --------- |
| Üttfelder Bach     | links0 | 0,454       | 0,598      | 469                      | nordwestlich Bahnhof Üttfeld ⊙ | 262684-14 |
| Follmannbach       | rechts | 1,622       | 2,574      | 458                      | westlich Bahnhof Üttfeld ⊙     | 262684-29 |
| Bach am Hölzenkopp | links0 | 1,162       | 0,616      | 452                      | südwestlich Bahnhof Üttfeld ⊙  | 262684-34 |
| Halenbach          | links0 | 3,579       | 4,890      | 412                      | westlich von Halenbach ⊙       | 262684-40 |
| Schwarzenbach      | rechts | 3,252       | 3,510      | 402                      | östlich von Reiff ⊙            | 262684-60 |
| Holmicht           | links0 | 1,981       | 1,476      | 375                      | nordöstlich von Irrhausen ⊙    | 262684-80 |
| Wackenbach         | links0 | 1,033       | 0,767      | 369                      | östlich von Irrhausen ⊙        | 262684-92 |

Anmerkungen zur Tabelle
1. ↑  Die Gewässerdaten stammen vom GeoExplorer der Wasserwirtschaftsverwaltung Rheinland-Pfalz (Hinweise), die geographischen Daten vom Kartendienst des Landschaftsinformationssystems der Naturschutzverwaltung Rheinland-Pfalz (LANIS-Karte) (Hinweise).
2. ↑  Gewässerkennzahl, in Deutschland die amtliche Fließgewässerkennziffer mit zur besseren Lesbarkeit eingefügtem Trenner hinter dem Präfix, das einheitlich für den allen gemeinsamen Vorfluter Mannerbach steht.